# Brusselse bibliotheken
De Brusselse bibliotheken, voorheen BruNO (Brussels Netwerk Openbare bibliotheken), zijn een netwerk van Nederlandstalige openbare bibliotheken in het Brusselse Hoofdstedelijke Gewest. De bibliotheken zijn gemeentelijke instellingen met een autonome werking, die inhoudelijk en technisch worden ondersteund door de dienst Ondersteuning Bibliotheken in Brussel (OBiB) van de Vlaamse Gemeenschapscommissie (VGC).

## Situering

Overzichtskaart van het Brusselse Hoofdstedelijke Gewest met de 19 gemeenten.

### Brusselse Nederlandstalige openbare bibliotheken
Het Brusselse Hoofdstedelijke Gewest bestaat uit 19 gemeenten en heeft als gewest eigen verantwoordelijkheden. In Brussel is de VGC bevoegd voor cultuur, onderwijs, welzijn en gezondheid. De Vlaamse overheid houdt toezicht op de VGC. 
De 19 gemeenten van het Brusselse Gewest hebben een door de Vlaamse overheid erkende Nederlandstalige openbare bibliotheekvoorziening. De 20ste bibliotheek van het netwerk is Muntpunt (voorheen de Hoofdstedelijke Openbare Bibliotheek), een instelling waarvan de inrichtende overheden de Vlaamse overheid én de VGC zijn. Muntpunt heeft binnen het Brusselse Gewest als bibliotheek naast een lokale functie (voor de zogenaamde Vijfhoek) ook een regionale functie.

### Lijst van Nederlandstalige openbare bibliotheken in het Brusselse Hoofdstedelijke Gewest
- Openbare bibliotheek Anderlecht

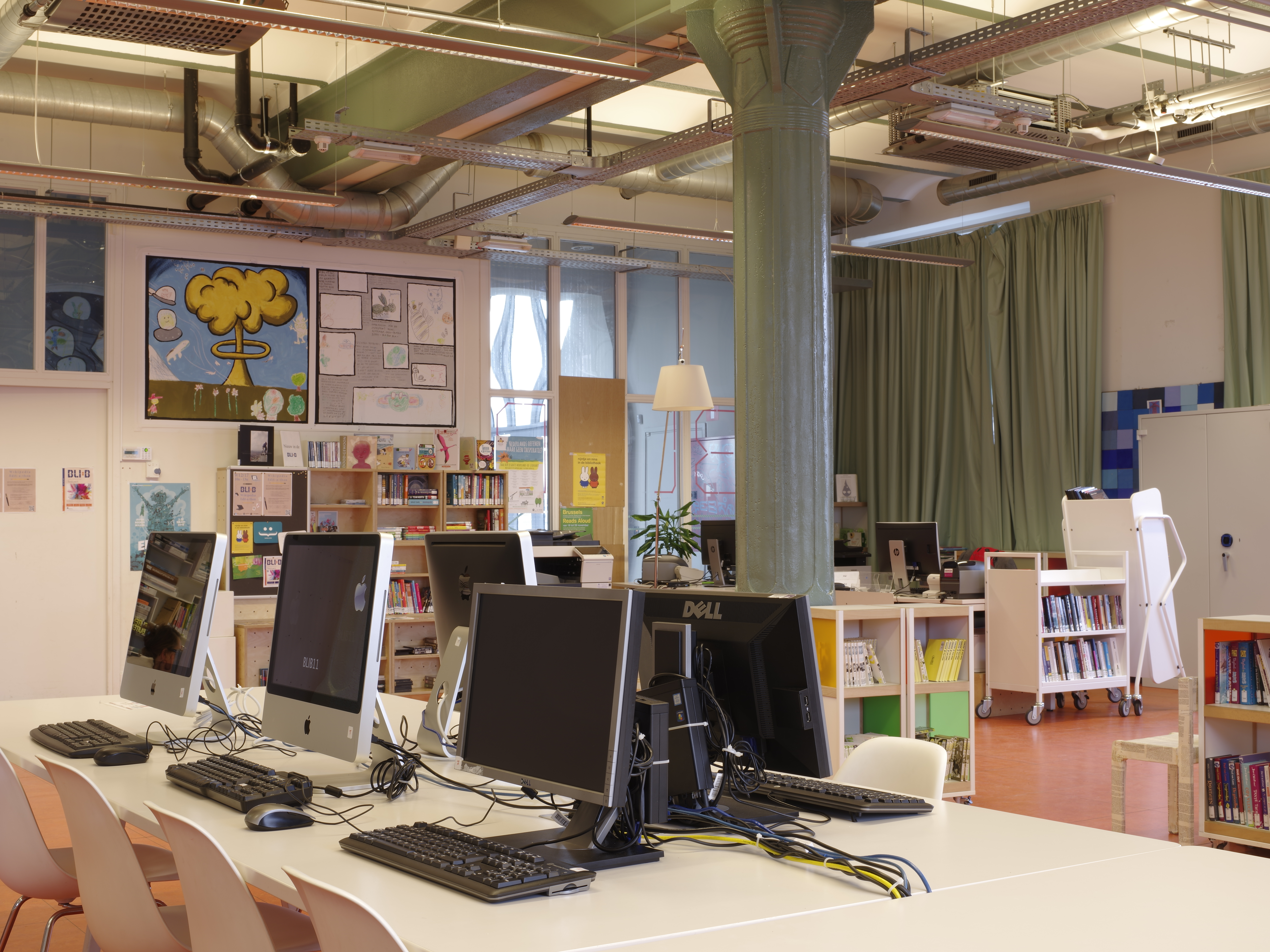
Openbare bibliotheek Vorst, in Van Volxemlaan 364 te 1190 Vorst.

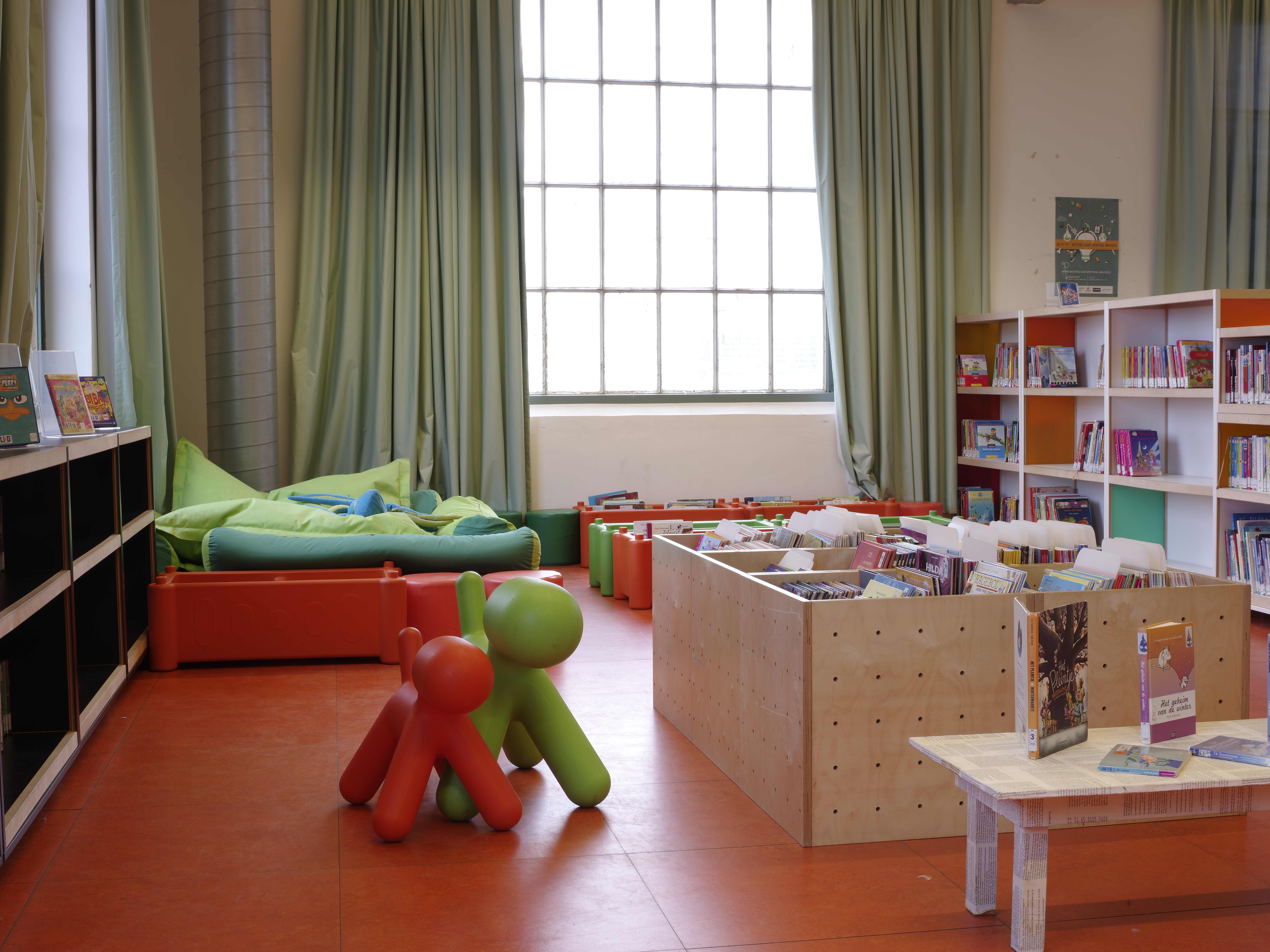
Openbare bibliotheek Vorst, in Van Volxemlaan 364 te 1190 Vorst.

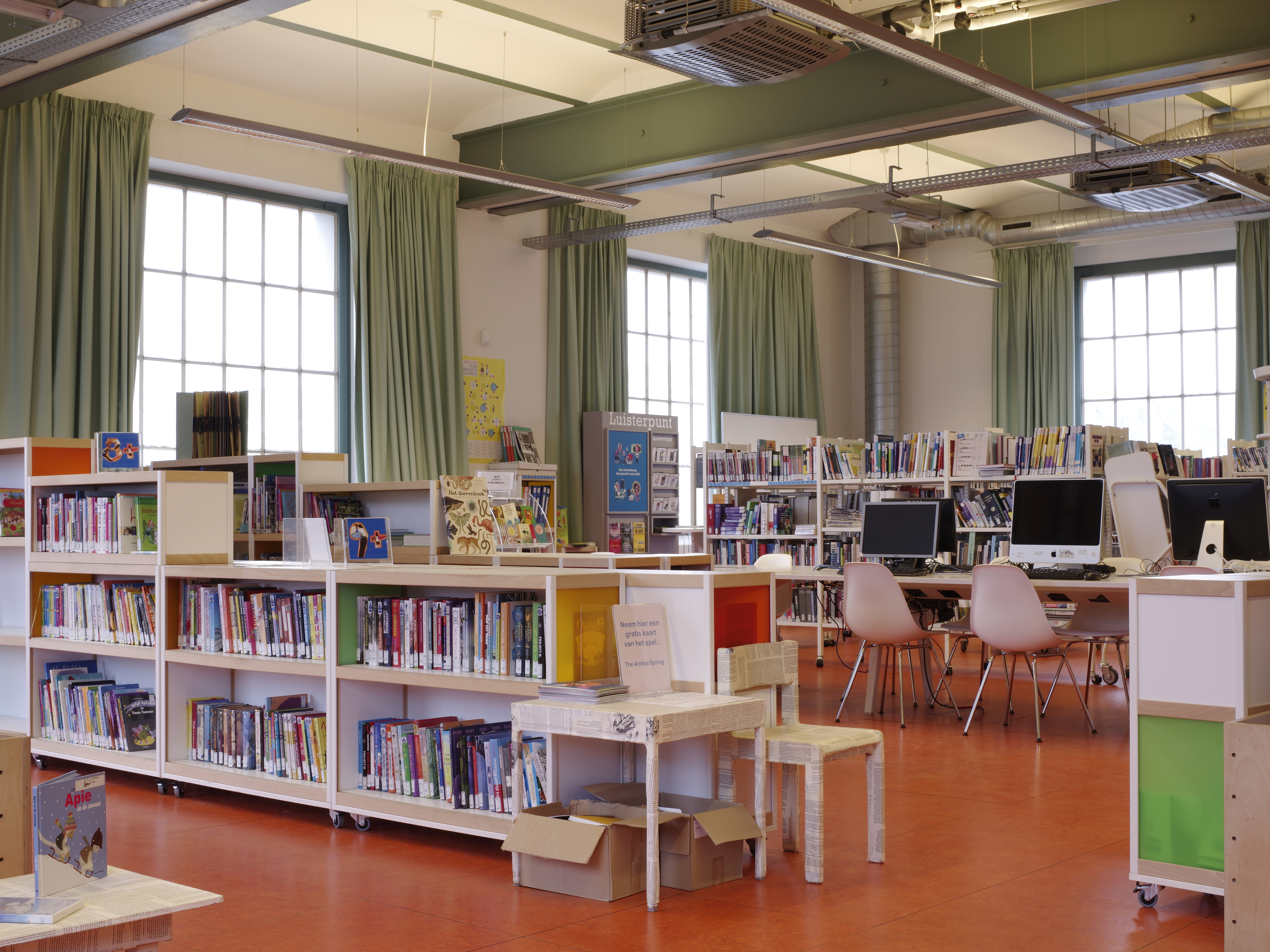
Openbare bibliotheek Vorst, in Van Volxemlaan 364 te 1190 Vorst.

- Openbare bibliotheek Brussel-Stad (Laken, Haren, Neder-Over-Heembeek)
- Openbare bibliotheek Elsene (Sans Souci)
- Openbare bibliotheek Etterbeek
- Openbare bibliotheek Evere (Herman Teirlinck)
- Openbare bibliotheek Ganshoren
- Openbare bibliotheek Jette
- Openbare bibliotheek Koekelberg (Boekelberg)
- Openbare bibliotheek Muntpunt
- Openbare bibliotheek Oudergem (Hertoginnedal)
- Openbare bibliotheek Schaarbeek  (Bib Sophia)
- Openbare bibliotheek Sint-Agatha-Berchem
- Openbare bibliotheek Sint-Gillis
- Openbare bibliotheek Sint-Jans-Molenbeek (De Boekenmolen)
- Openbare bibliotheek Sint-Joost-ten-Node (Bib Joske)
- Openbare bibliotheek Sint-Lambrechts-Woluwe
- Openbare bibliotheek Sint-Pieters-Woluwe (De Lettertuin)
- Openbare bibliotheek Ukkel
- Openbare bibliotheek Vorst
- Openbare bibliotheek Watermaal-Bosvoorde (Rozenberg en De Jachthoorn)

Voor de uitleen wordt in alle 20 bibliotheken gebruik gemaakt van een gemeenschappelijk bibliotheeksysteem en een gemeenschappelijke lenerspas. Gebruikers hoeven zich dus maar één keer in te schrijven om te kunnen genieten van het volledige aanbod en de dienstverlening van al de bibliotheken van het netwerk. Vanwege de gemeentelijke autonomie golden tot september 2023 in elke bibliotheek lokale voorwaarden. Dankzij een samenwerkingsovereenkomst tussen de 19 gemeenten van het Brusselse Gewest, Muntpunt en de Vlaamse Gemeenschapscommissie bieden de Brusselse bibliotheken sinds 5 september 2023 een gratis lidmaatschap en basisdienstverlening onder dezelfde uitleenvoorwaarden aan.
Het netwerk startte in 2005. In 2016 waren alle erkende Nederlandstalige gemeentelijke bibliotheken in het Brusselse Hoofdstedelijke Gewest op het netwerk aangesloten. In oktober 2020 maakten de Brusselse bibliotheken de overstap naar een nieuw gemeenschappelijk bibliotheeksysteem dat in heel Vlaanderen wordt gebruikt en dat wordt beheerd door Cultuurconnect.